# Bahnhof Syke
Der Bahnhof Syke ist der größte Bahnhof in der Stadt Syke im Landkreis Diepholz in Niedersachsen. Er liegt an der Bahnstrecke Wanne-Eickel–Hamburg, die auch „Rollbahn“ genannt wird, und an der Bahnstrecke Syke–Eystrup. Der Syker Bahnhof hat mit täglich 3200 Ein- und Aussteigern die höchsten Fahrgastzahlen im Landkreis.
Der Bahnhof besitzt etwa 370 Fahrradstellplätze und etwa 240 P+R-Parkplätze für PKW.

## Geschichte
Am 15. Mai 1873 wurde die Strecke und damit auch der Bahnhof Syke eröffnet. Das Empfangsgebäude stammt aus der Bauzeit und ist noch heute vorhanden, wird aber nicht mehr betrieblich benutzt. Es ist einschließlich des Güterschuppens ein Baudenkmal (Siehe Liste der Baudenkmale in Syke).
Seit 1899 endete die meterspurige Kleinbahn Hoya–Syke–Asendorf in einem Kopfgleis vor dem Bahnhof; diese Station wurde als Syke Ost bezeichnet. Ein Gleis führte auf die Straßenseite des Güterschuppens des Empfangsgebäudes. Nördlich des Bahnhofs gab es Umsetz- und Umladegleise für den Güterverkehr, seit 1940 auch eine Rollbockgrube. Auch ein einständiger Lokschuppen war vorhanden. 1966 wurde die Strecke auf Normalspur umgespurt. Mit der Erneuerung der Gleise der seit 1966 als Verkehrsbetriebe Grafschaft Hoya bezeichneten Kleinbahn wurde 2005 die Einfahrt geändert, so dass eine direkte Einfahrt in den Bahnhof der DB möglich wurde. Die Gleise vor dem Bahnhof wurden, ebenso wie die Übergabegleise nördlich des Bahnhofs, entfernt.
1971 erhielt der Bahnhof ein Drucktastenstellwerk, seit 2008 wird es aus Diepholz ferngesteuert.
Im Dezember 2010 wurde der Bahnhof in das neue Netz der Regio-S-Bahn Bremen/Niedersachsen integriert.
2013 wurde der Bahnhof modernisiert und ist seitdem barrierefrei.

## Verkehrsanbindung

### Bahnverkehr
Seit dem Fahrplanjahr 2011 wird der Bahnhof Syke von folgenden Linien bedient:
| Linie                    | Linienverlauf | Takt                                                                | Betreiber     |
| ------------------------ | --- | ------------------------------------------------------------------- | ------------- |
| RE 9                     | Bremerhaven-Lehe – Bremerhaven Hbf – Osterholz-Scharmbeck – Bremen Hbf – Kirchweyhe – Syke – Bassum – Twistringen – Barnstorf – Diepholz – Lemförde – Bohmte – Osnabrück Hbf Stand: Fahrplanwechsel Dezember 2024 | 120 min 60 min (Bremen–Osnabrück)                                   | DB Regio Nord |
| RS 2                     | Bremerhaven-Lehe – Bremerhaven Hbf – Bremerhaven-Wulsdorf – Loxstedt – Lunestedt – Stubben – Lübberstedt – Oldenbüttel – Osterholz-Scharmbeck – Ritterhude – Bremen-Burg – Bremen Hbf – Bremen-Hemelingen – Dreye – Kirchweyhe – Barrien – Syke – Bramstedt (b Syke) – Bassum – Twistringen Stand: Fahrplanwechsel Dezember 2023 | 60 min 30 min (Bremen Hbf–Bremerhaven-Lehe in der HVZ-Lastrichtung) | NordWestBahn  |
| Kaffkieker               | Syke – Syke-Stadt – Bruchhausen-Vilsen – Hoya – Eystrup Jeden ersten und dritten Sonntag im Monat im Sommerhalbjahr | Fahrten von Mai bis Oktober                                         | VGH           |
| Stand: 11. Dezember 2022 | |                                                                     |               |

### Busverkehr
Im Busverkehr wird der Bahnhof von folgenden Linien des VBN bedient:
Regionallinien
- 102: Bremen Hbf – Brinkum – Syke
- 103: Ristedt – Syke
- 106: Seckenhausen – Syke
- 107: Martfeld/Barrien, Schule – Schnepke – Syke
- 114: Brinkum – Syke
- 119: Dreye – Syke
- 150: (Landesbuslinie) Syke – Bruchhausen-Vilsen
- 150: Hoya – Bruchhausen-Vilsen – Syke (fährt als Linie 102 weiter nach Bremen)
- 151: Hoya – Asendorf – Syke
- 153: Bruchhausen-Vilsen – Syke
- 163: Tristringen – Bassum – Syke

Stadtlinien
- 115: Gödesdorf – Syke
- 185: (Bürgerbus) Syke – Barrien – Gessel – Ristedt – Syke
- 186: (Bürgerbus) Syke – Schnepke – Barrien – Syke